# Pass That Dutch
Pass That Dutch je první singl Missy Elliottové z alba This Is Not a Test!. Píseň obsahuje samply z Magic Mountain od War a Potholes in My Lawn od De La Soul. Ve videoklipu se Missy objevuje na statku, tančí s mimozemšťany, stává se královnou krásy, kterou povzbuzuje zástup panenek Bratz a v autě.
Píseň se objevuje ve filmu Mean Girls, ale není na jeho soundtracku. Song se umístil na prvním místě pořadu MuchMusic Top 50 MuchVibe Videos of All Time.

## Seznam stop

### CD Singl
1. "Pass That Dutch" (Amended Version)
2. "Pass That Dutch" (Explicit Version)
3. "Hurt Sumthin"

### Vinyl Singl
Strana A
1. "Pass That Dutch" (Amended Version)
2. "Pass That Dutch" (Explicit Version)

Strana B
1. "Pass That Dutch" (Acappella)
2. "Pass That Dutch" (Instrumental)
3. "Hurt Sumthin"

## Charts
| Chart (2002)                            | Nejvyšší pozice |
| --------------------------------------- | --------------- |
| Billboard Hot 100                       | 27              |
| Billboard Hot R&B & Hip Hop Tracks      | 17              |
| Billboard Hot Rap Tracks                | 9               |
| Billboard Hot Dance and Club Play Chart | 35              |
| Anglie Singly                           | 10              |
| Německo Singly                          | 55              |
| Švýcarsko Singly                        | 31              |
| Švédsko Singly                          | 49              |
| Nizozemí Singly                         | 39              |